# Nymphargus humboldti
Nymphargus humboldti — вид жаб родини скляних жаб (Centrolenidae). Описаний у 2020 році.

## Етимологія
Вид названо на честь німецького біолога Александера фон Гумбольдта (1769-1859)

## Поширення
Ендемік Еквадору.

## Опис
Дрібна жаба, завдовжки 23-27 мм. Верхня частина тіла зелена з жовтими плямами. Нижня частина сірого кольору з численними білими плямами. Кисті лапок світло-зеленого кольору.